# Tonatia saurophila
Tonatia saurophila — вид родини листконосові (Phyllostomidae), ссавець ряду лиликоподібні (Vespertilioniformes, seu Chiroptera).

## Середовище проживання
Країни поширення: Беліз, Бразилія, Колумбія, Коста-Рика, Еквадор, Французька Гвіана, Гватемала, Гаяна, Гондурас, Мексика (штат Чьяпас), Нікарагуа, Панама, Перу, Суринам, Тринідад і Тобаго, Венесуела. Зустрічається від низовин до 600 м над рівнем моря. Він може бути знайдений у первинних лісах, створених штучно лісах, і пасовищах навколо фрагментів лісу.

## Звички
Харчується комахами (передусім жуки, коники, і Homoptera), споживає павукоподібних, ящірок і деякі фрукти. Як правило, потрапляє в павутинні мережі, поставлені над потоками або по лісових стежках.

## Загрози та охорона
Є втрата середовища існування в деяких частинах ареалу, хоча це не вважається серйозною загрозою. Цей вид зустрічається в ряді природоохоронних територій по всьому ареалу. 